# Champions of Zulula
Champions of Zulula è un videogioco picchiaduro a incontri  sviluppato da Oracle Software Enr. nel 1994 per piattaforma DOS, in cui diversi mostri provenienti da vari paesi si incontrano per combattere tra di loro per vedere chi sarà il migliore.

## Personaggi
Tra i personaggi sono presenti: zombie, morti viventi, uomini-ragno, uomini serpente, ciclopi, draghi, troll, guerrieri, cani-mostro, occhi camminanti, polipi terrestri, golem, mostri melmosi,  stregoni, struzzi, mostri uccelliformi con 3 zampe
Ogni personaggio ha caratteristiche diverse, alcuni mostri sono potenti, altri fanno affidamento sulla loro agilità mentre altri ancora sull'astuzia. Ad esempio i mostri più forti sono i golem, i ciclopi e i morti viventi mentre i più deboli ma agili sono i polipi terrestri, gli struzzi, i mostri melmosi e i cani-mostro.

## Modalità di gioco
Le modalità di gioco sono 4: battaglia singola, torneo a eliminazione, tutti contro tutti e storia.

### Battaglia singola
In questa modalità il giocatore può scegliere un personaggio e combattere contro un altro mostro (comandato dal computer) oppure assistere al combattimento tra due mostri comandati entrambi dal computer. Questa è una battaglia veloce, pertanto non ci sarà nessuna premiazione alla fine di essa.

### Torneo a eliminazione
In questa modalità 16 mostri si affronteranno tra di loro a coppie. Il mostro vincente passerà al turno successivo dove incontrerà il mostro vincente di un'altra sfida. Alla fine due mostri arriveranno in finale dove dovranno scontrarsi per decidere chi sarà il campione. Il vincitore sarà poi premiato e diventerà il Campione di Zulula, esponendo davanti a tutti le sue parole di saggezza.

### Tutti contro tutti
In questa modalità 20 mostri combatteranno tra di loro a turni di4. I primi 4 mostri scendono in campo affrontandosi tutti contro tutti. Ogni volta che un mostro viene eliminato gli prenderà il posto un altro mostro così fino ad arrivare al 20º. Al termine ci sarà solo un sopravvissuto che anche in questo caso sarà premiato e diverrà il Campione di Zulula. Il giocatore potrà partecipare alla battaglia solo nella versione registrata).

### Storia
In questa modalità (funzionante solo in versione registrata) il giocatore deve affrontare diversi nemici che man mano che si prosegue diventano sempre più forti. Ci sono 3 boss da sconfiggere: un ectoplasma, uno scheletro e un orco. Una volta battuto il boss finale il giocatore avrà finito il gioco.